# Col d'Osquich
Le col d'Osquich (parfois orthographié col d'Osquiche, en basque Ozkaxeko lepoa ou Ozkix) est un col routier situé dans les Pyrénées françaises au Pays basque. Il se situe sur la route départementale 918 (ancienne route nationale 618).

## Géographie
Bien que la route culmine à 507 m d'altitude, le col est généralement matérialisé à l'altitude de 392 m. C'est à cet endroit notamment que s'effectue la fameuse chasse à la palombe (chasse à la pantière). Il marque également la frontière historique entre les provinces de Basse-Navarre (Saint-Just-Ibarre) et de Soule (Musculdy).

## Histoire

### Palombières
Le col est réputé pour la chasse à la palombe qui s'effectue à l'aide de « pantières ». Cette activité semble être attestée depuis l'époque d'Henri IV. Le col est l'une des dix pantières actuellement en activité dans les Pyrénées françaises (9 au Pays basque, 1 en Béarn).

### Patrimoine culturel
La chapelle Saint-Antoine de Musculdy (706 m) est située à 2 km au sud-est du col, sur une colline quasi déserte 43° 11′ 09″ N, 1° 00′ 16″ O.

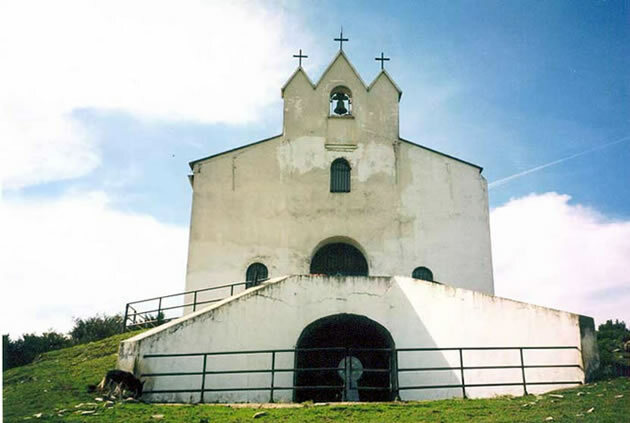
La chapelle Saint-Antoine et son clocher trinitaire.

## Cyclisme
Le col est également connu des cyclistes et a vu passer le Tour de France notamment en 1910, dans le sens est-ouest, lors de la 10e étape Luchon–Bayonne (1er au sommet, 2 km avant le col : Octave Lapize), puis dans le sens ouest-est en 1919 lors de la 6e étape Bayonne–Luchon et en 2006 lors de la 10e étape Cambo-les-Bains–Pau (1er au sommet, 2 km après le col : Cyril Dessel). Le sommet était alors classé en 3e catégorie.